# Arsaces I

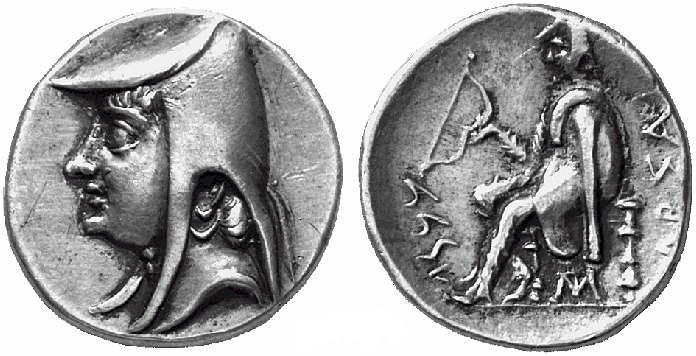
Monedă cu Arsaces I. Reversul arată un arcaş care ţine un arc. În inscripţia în greacă din dreapta se citeşte ΑΡΣΑΚ[ΟΥ] (din exterior). Inscripţia de mai jos de sub arc este în limba aramaică.

Arsaces I a fost fondatorul dinastiei Arsacid, și după care mai mulți de 30 de monarhi ai imperiului Arsacid s-au numit oficial. O sărbătoare care provine din antichitate (linia Bagratid) incepe cu Arsaces.
Informații privind pe Arsaces I provin exclusiv din surse non-contemporane cu el (din primul secol), mai ales informații greacești și latine despre legendele privind Imperiul Arsacid (Arrian i, scrierile păsrate ale lui Photius și Syncellus, Strabon XI). Data nașterii și morții lui Arsaces I nu sunt cunoscute, la fel nu se știe nici numele lui real. 
În schimb, circumstanțele ascensiunii la putere ale lui Arsaces I sunt relativ bine cunoscute. În aproximativ 250 î.Hr., Andragoras, guvernator al provinciei seleucide din Parția, a proclamat independența față de monarhii seleucizi, și a făcut din guvernoratul său un regat independent. În aproximativ aceași perioadă, Arsaces - care a fost de origine scită sau bactriană (și poate a fost chiar un prinț bactrian) - a fost ales conducător al tribului est-iranian Parni. Cu ajutorul tribului Parni, Arsaces a ocupat Astabene, din nordul Parției. Andragoras fost ucis în timpul încercărilor sale de a o recupera, acest lucru ducând la controlul parnilor asupra restului Parției. O expeditie de recuperare trimisă de către seleucizi sub Seleucus al II-lea nu a reușit, astfel încât Arsaces și tribul Parni au avut sub stăpânire Parția în timpul vieții lui Arsaces. (Arsaces al II-lea a pierdut-o în 209 î.Hr. în fața lui Antiochus al III-lea, și Dinastia Arsaciadă a devenit vasală pentru următorii 25 de ani). 
Linia de succesiune este neclară, deoarece succesorii săi au adoptat numele de Arsaces de asemenea, ceea ce face dificil ca să fie diferențiați de fondatorul dinastiei. Din legende și relatări secundare, se pare că - cel puțin din anul 246 î.Hr. - fratele lui Arsaces, Tiridates I a condus împreună cu el. Apoi, după 211 î.Hr., când un alt Arsaces apare pe monede, fie fratele său a domnit ca Arsaces al II-lea, sau Arsaces al II-lea este fiul său (sau un nepot). 
Arsaces a emis monede, de la drahme din argint la dichakloi din cupru. Toate prezintă unele similitudini în stil cu piesele seleucizilor contemporane lor, deși frizura pe monedele parților este diferită, în special. Inscripția cea mai răspîndită este ΑΡΣΑΚΟΥ ΑΥΤΟΚΡΑΤΟΡΟΣ, tradusă ca Arsaces Autocratul, deși există mai multe variante pentru acesta. 
| Arsaces I Dinastia ArsaciăNaștere: Necunoscut Deces: 211 î.Hr. |                                                                   |                              |
| Predecesor: Seleucus al II-lea                                 | Rege al Parției c. 250–211 î.Hr. cu Tiridates? (c. 246–211 î.Hr.) | Succesor: Arsaces al II -lea |